# Emmanuelle 6
Emmanuelle 6 è un film del 1988 diretto da Bruno Zincone e Jean Rollin (non accreditato alla regia).

## Trama
Emmanuelle torna nella sua lussuosa villa dopo aver perso la memoria a causa di un brutto trauma avvenuto durante un servizio fotografico in Venezuela. Grazie all'aiuto del Dottor Simon, specialista in psichiatria, Emmanuelle rivive l'avventura nella giungla che le ha provocato l'amnesia quando, insieme alla sua inseparabile amica Uma e ad alcune sue modelle, era stata rapita e venduta da Carlos un mercante di schiavi del luogo. Ma grazie all'avventuriero Tony Harrison le ragazze riusciranno ad uscire indenni dalla spiacevole avventura, dopo una sparatoria che costerà ad Emmanuelle la perdita della memoria.

## Distribuzione

### Edizioni home video
Come già successo per Emmanuelle 4 ed Emmanuelle 5 anche in questo caso vi sono due versioni del film.
- In Italia la pellicola è stata distribuita dalla Videogram nella versione softcore di 80 minuti scarsi.
- Il film è stato editato in Francia in una versione di 91 minuti con diversi inserti hardcore diretti da Jean Rollin.